# Isabella av Croÿ

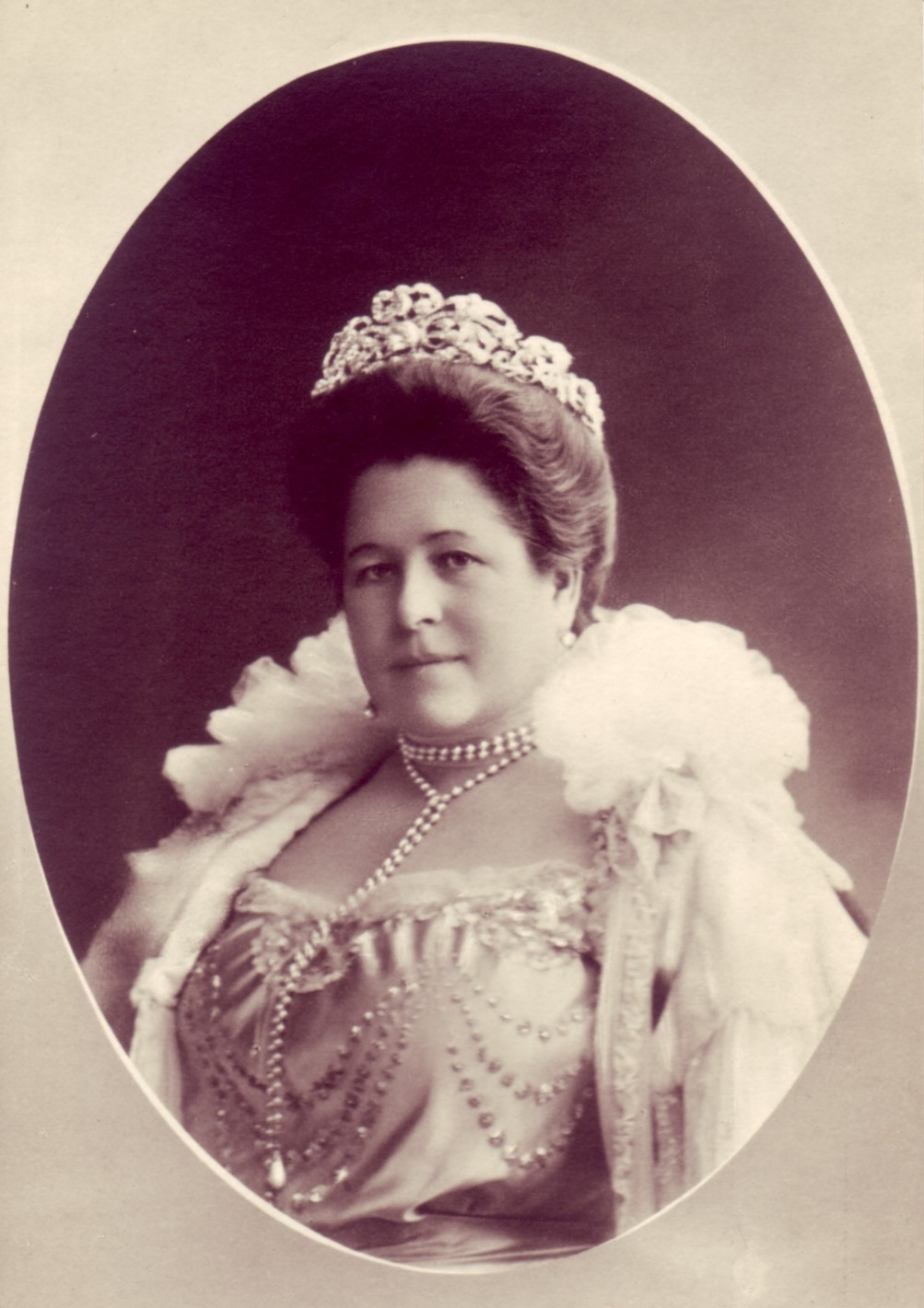
Isabella av Croÿ, ca 1906

Isabella av Croÿ, (även de Croÿ, van Croij eller von Croÿ), född 1856 i Dülmen, död 1936 i Budapest, var en österrikisk ärkehertiginna, gift 1878 med ärkehertig Fredrik av Österrike-Teschen. 
Isabella var dotter till furst Maximilian Constantin av Croy (1823-1902). Den fransk-europeiska grenen av huset de Croy var från Dülmen i Westfalen, härstammade från den ungerska kungadynastin Árpád och ansåg sig ha rätt till den ungerska tronen. 
Maken ärvde år 1895 titeln hertig av Teschen med tillhörande hov och förmögenhet och en framskjuten plats vid det kejserliga hovet i Wien. Isabella beskrivs som en kärleksfull mor och en exemplarisk värdinna för ett aristokratiskt hushåll. Hon deltog entusiastiskt i representation och offentliga evenemang och ägnade sig mycket åt välgörenhet. Bland hennes projekt fanns skolor där kvinnor fick lära sig ungerskt hantverk, barnutbildning och familjeunderstöd. 
Hon intresserade sig mycket för tennis, romsk musik samt fotografi. Hennes fotografier från 1904 och framåt anses som värdefulla historiska dokument och har ställts ut i flera utställningar. 
År 1898 hade Isabella och hennes make kejsarhusets tronarvinge Frans Ferdinand på besök. Hon förväntade sig att han skulle välja hennes äldsta dotter till brud, men upptäckte i stället att han redan var förälskad i hennes nya hovdam Sophie von Chotek. Detta gjorde att Isabella och hennes man kom i konflikt med tronarvingen, och Isabella försökte övertala maken att avgå ur sin tjänst i den kejserliga armén. Isabella gjorde allt hon kunde för att motarbeta äktenskapet mellan Frans Ferdinand och Sophie von Chotek vid hovet, och det anses att hon låg bakom det faktum att paret år 1900 slutligen tvingades gifta sig morganatiskt. 
Efter Frans Ferdinands död 1914 övertalade hon maken att kvarstå i armén, men då han förbigicks i sin befordran av kejsaren tog Isabella detta som en personlig förolämpning. Isabella kom senare även i konflikt med kejsarinnan, Zita av Bourbon-Parma, eftersom Zita hade en dålig relation till sin halvbror Elias av Bourbon-Parma, som också var Isabellas svärson. Isabellas make Fredrik befann sig i en svår situation i mitten av dessa konflikter. 
Efter avskaffandet av monarkin 1918 avskedades maken ur armén, utvisades till Schweiz och parets egendom i de nya staterna i Österrike och Tjeckoslovakien konfiskerades. Familjen flyttade senare till Ungern, där de bosatte sig på en egendom som tidigare tillhört kejsarhuset. Isabella försökte utan framgång placera sin son på monarkin Ungerns vakanta tron. Hon levde resten av sitt liv i Ungern och avled i Budapest.

## Barn
- Maria Christina Isabelle Natalie (1879-1962); gift 1902 med Emanuel zu Salm-Salm (1871-1916)
- Maria Anna Isabelle Epiphanie Eugenie Gabriele (1882-1940); gift 1903 med Elias av Bourbon-Parma (1880-1959)
- Maria Henrietta Caroline Gabriele (1883-1956); gift 1908 med Gottfried zu Hohenlohe-Waldenburg-Schillingsfürst, von Ratibor u.Corvey (1867-1932)
- Natalie Maria Theresia (1884-1898)
- Stephanie Maria Isabelle (1886-1890)
- Gabriele Maria Theresia (1887-1954) ogift
- Isabella Maria Theresia Christine Eugenie (1888-1973); gift på Schönbrunn 1912 (annullerat 1913) med Georg av Bayern (1880-1943)
- Marie Alice Emanuele Agnes Anna (1893-1962); gift 1920 med Friedrich Heinrich, Frhr Waldbott von Bassenheim (1889-1959)
- Albrecht Franz Josef, hertig av Teschen ( 1897-1955); gift 1:o 1930 med Irene Lelbach (1897-1985) (skilda 1937); gift 2:o 1938 med Katalin Bocskay de Felsö-Bánya (1909-2000) (skilda 1951); gift 3:o 1951 med Georgina Lidia Strausz-Dorner (d. i USA 1998)